# Liste de films ouzbeks
Ci-dessous une liste non exhaustive de films produits par le cinéma ouzbek.

## Films de l'ère soviétique
- Alisher Navoï (1947), Avicenna (1957) de Kamil Yarmatov

### 1960
- Short Stories About Children, That... (Malenkie istorii o detyakh, kotorye..., 1961) de Ali Khamraev
- Salom, 'Bahor'! (1962) de Ali Khamraev
- Where There Is Much Sun (Tam, gde mnogo solntsa, 1962) de Ali Khamraev
- The First Confession (Pervoye priznaniye, 1963) de Ali Khamraev
- Where Are You, My Zulfiya (Gde ty, moya Zulfiya?, 1964) de Ali Khamraev
- Osiyo ustida bo'ron (1965) de Kamil Yarmatov
- La Formule de l'arc-en-ciel (Formula radugi, 1966) de Gueorgui Jungwald-Khilkevitch
- White Cranes (Belye, belye aisty, 1966) de Ali Khamraev
- Tenderness (Nezhnost', 1967) de Elyer Ishmukhamedov
- Dilorom (1967) de Ali Khamraev
- Babushka, pyati tysyach vnukov (1967) de Ali Khamraev

### 1970
- Ikki qalb navosi (1968), Qora konsul o'limi (1970) de Kamil Yarmatov
- Krasnye peski (1968) de Ali Khamraev
- Attention, Tsunami! (Vnimaniye, tsunami!, 1969) de Gueorgui Jungwald-Khilkevitch
- Une tournée dangereuse (Opasnye gastroli, Опасные гастроли, 1969) de Gueorgui Jungwald-Khilkevitch
- The Lovers (Vlyublyonnyye, 1969) de Elyer Ishmukhamedov
- Extraordinary Commissar (Chrezvychainyy komissar, 1970) de Ali Khamraev
- La Hardiesse (Derzost, Дерзость (1971) de Gueorgui Jungwald-Khilkevitch
- Fearless (Bez strakha, 1971) de Ali Khamraev
- Lenin i Turkestan (1971) de Ali Khamraev
- Sedmaya pulya (1972) de Ali Khamraev
- Meetings and Partings (Vstrechi i rasstavaniya, 1973) de Elyer Ishmukhamedov
- The Chinar (Chinara, 1973) de Zohid Sobitov
- Lenin and Uzbekistan (Lenin i Uzbekistan, 1974) de Ali Khamraev
- The Man Who Loves the Birds (Chelovek ukhodit za ptitsami, 1975) de Ali Khamraev
- The Worshipper (Poklonnik, 1975) de Ali Khamraev
- Ptitsy nashikh nadezhd (1976) de Elyer Ishmukhamedov
- Gody bratstva i ispytaniy. Uzbekistan 1941-1945 (1976) de Ali Khamraev
- Transsibérien (Transsibirskiy ekspress, Транссибирский экспресс, 1977) de Eldor Urazbaev
- D'Artagnan et les Trois Mousquetaires (D'Artanyan i tri mushketyora,  Д'Артаньян и три мушкетёра, 1978) de Gueorgui Jungwald-Khilkevitch
- Triptikh (1978) de Ali Khamraev
- Tail-Coat for an Idler (Frak dlya shalopaya, 1979) de Eldor Urazbaev
- Ah, Vaudeville, Vaudeville... (Akh, vodevil, vodevil... - Ах, водевиль, водевиль..., 1979) de Gueorgui Jungwald-Khilkevitch
- Le Garde du corps (Telokhranitel, 1979) de Ali Khamraev
- Preparation to Exam (Podgotovka k ekzamenu, 1979) de Boris Konunov

### 1980
- Kazhdyy tretiy (1980) de Eduard Khachaturov
- Kakie nashi gody! (1980) de Elyer Ishmukhamedov
- Keep Your Eyes Open! (Smotri v oba! - Смотри в оба!, 1981) de Eldor Urazbaev
- Kuda on denetsya! (1981) de Gueorgui Jungwald-Khilkevitch
- Traffic Officer (Inspektor GAI - Инспектор ГАИ, 1982) de Eldor Urazbaev
- Youth of a Genius (Yunost geniya, 1982) de Elyer Ishmukhamedov
- Two Under One Umbrella (Dvoe pod odnim zontom: Aprelskaya skazka - Двое под одним зонтом, 1983) de Gueorgui Jungwald-Khilkevitch
- Hot Summer in Kabul (Zharkoye leto v Kabule - Жаркое лето в Кабуле, 1983) de Ali Khamraev
- Tufli s zolotymi pryazhkami (1984) de Gueorgui Jungwald-Khilkevitch
- A Small Favor (Malenkoe odolzhenie, 1984) de Boris Konunov
- The Wife from Vuadilya (Nevesta iz Vuadilya, 1984) de Ali Khamraev

### 1985
- The Marvelous Season (Sezon chudes, 1985) de Gueorgui Jungwald-Khilkevitch
- Farewell, Summer Green (Proshchay, zelen leta..., 1985) de Elyer Ishmukhamedov
- I Remember You (Ya tebya pomnyu, 1985) de Ali Khamraev
- Sekounda na podvig (1986) de Eldor Urazbaev
- Kto voydyot v posledniy vagon (1986) de Boris Konunov
- Vyshe radugi (1986) de Gueorgui Jungwald-Khilkevitch
- Les Rendez-vous du minotaure (Vizit k Minotavru, Визит к Минотавру, 1987) de Eldor Urazbaev
- The Garden of Desires (Sad zhelaniy - Сад желаний, 1987) de Ali Khamraev
- Klinika (1987) de Rashid Malikov
- The Count of Monte-Cristo (Uznik zamka If - Узник замка Иф, 1988) de Gueorgui Jungwald-Khilkevitch
- Kolka (1988) de Hussein Erkenov
- Shok (1988) de Elyer Ishmukhamedov
- Zapadnya (1988) de Boris Konunov
- The Art of Living in Odessa (Iskusstvo zhit v Odesse - Искусство жить в Одессе, 1989) de Gueorgui Jungwald-Khilkevitch
- 100 Days Before the Command (Sto dney do prikaza, 1990) de Hussein Erkenov

## Films post-soviétiques

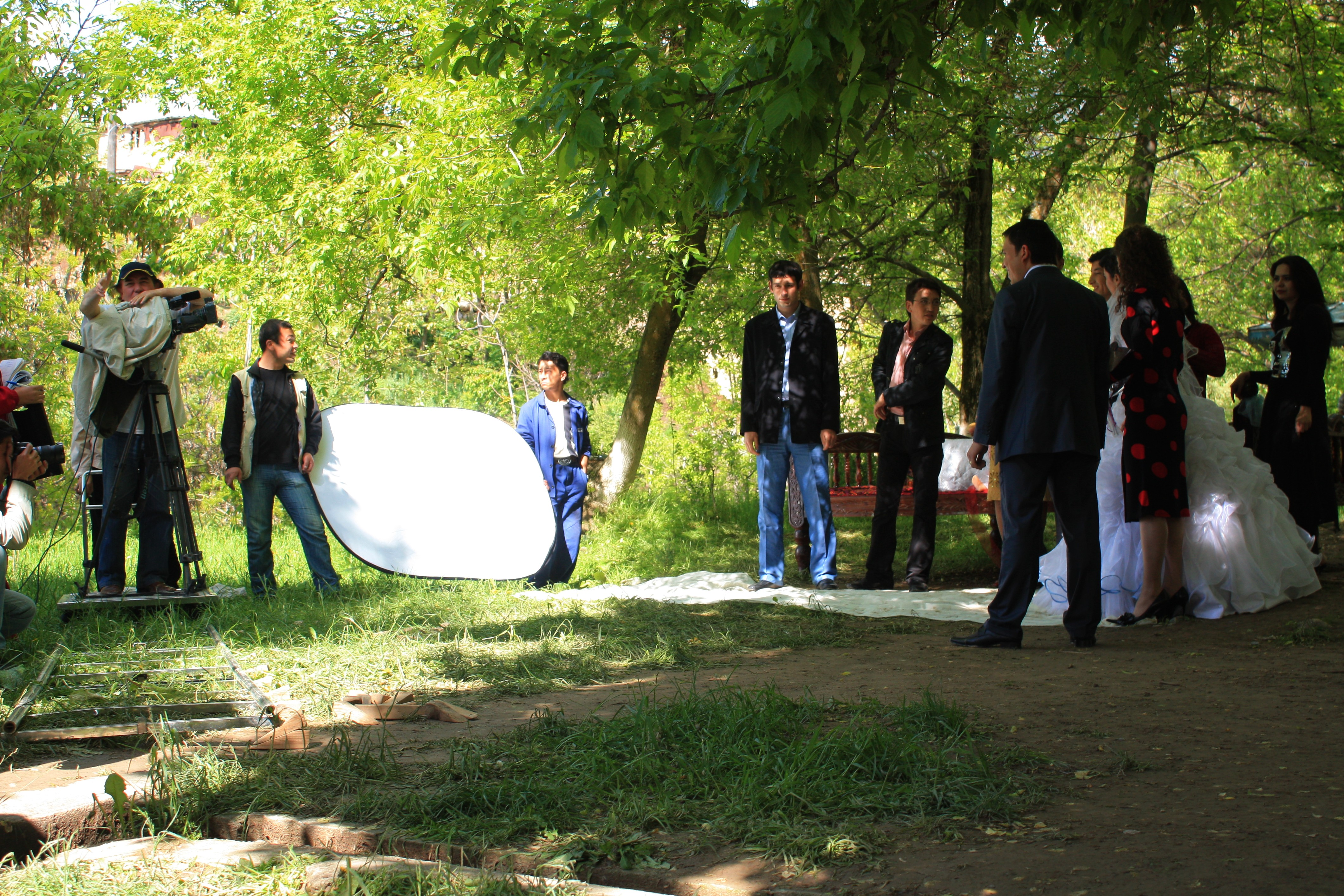
Tournage de film dans les environs de Tachkent en 2009

### 1991
- God khoroshego rebyonka (1991) de Boris Konunov
- Kholod (1991)  de Hussein Erkenov
- Tamerlano the Great (1991) de Ali Khamraev
- Les Mousquetaires vingt ans plus tard (en) (Mushketyory 20 let spustya - Мушкетёры 20 лет спустя, 1992) de Gueorgui Jungwald-Khilkevitch
- Nulevoy variant (1992) de Ravshan Otkirov
- Le Code du Silence (Kodeks molchaniya-2, 1992) de Zinovi Roizman
- The Mystery of Ferns (Kirk kulok siri, 1992) de Rashid Malikov
- Hullabaloo, or Off the Cuff (Tram-tararam, ili bukhty-barakhty, 1993) de Eldor Urazbaev
- Don't Shoot the Passengers (Ne strelyayte v passazhira, 1993) de Hussein Erkenov
- The Secret of Queen Anna or Musketeers 30 Years Later (Tayna korolevy Anny ili mushketyory 30 let spustya, 1993) de Gueorgui Jungwald-Khilkevitch
- V Bagdade vsyo spokoyno (1993) de Mukhitdin Mukhammadiyev
- Hagi-Tragger (Хагги-Траггер, 1994) de Eldor Urazbaev

### 1995
- Velikij turan (1995) de Giyas Shermukhamedov
- Scams, Music, Love... (Afyory, muzyka, lyubov..., 1997) de Gueorgui Jungwald-Khilkevitch
- The Stowaway (De Verstekeling, 1997) de Ben van Lieshout
- Bo Ba Bu (1998) de Ali Khamraev
- Luna Papa (1999) de Bakhtyar Khudojnazarov

### 2000
- Women Kingdom (Zjenskoe tsarsvo, 2000) de Yusup Razykov
- Orator (Voiz, 2000) de Yusup Razykov
- Hurly Burly (2001) de Shavkat Karimov
- Let's Not Cry (Gwenchana uljima, 2001) de Biong Hun Min
- La Danse des hommes (Dilhiroj, 2002) de Yusup Razykov
- Boys in the Sky (Malchiki v Nebe, 2002) de Zulfikar Musakov
- Cinedictum (2002) de Shavkat Karimov
- Giant and Squab (2004) de Djakhangir Kasymov

### 2005
- Erkak (2005) de Yusup Razykov
- Teenager (Orzu ortida, 2005) de Yolkin Tuychiev
- Kelgindi kelin (Alien Bride) (2006)
- Boyvachcha (Rich Guy) (2007)
- Jazo (Punishment) (2007)
- Panoh (Succor) (2007)
- Zumrad va Qimmat (Zumrad and Qimmat) (2007)
- Jannat Qaydadir (Where is Paradise) (2008)
- Sukunat (Silence) (2008)
- Nortoy (2008)
- Shabnam (2008)
- Tashlandiq (Foundling) (2008)
- Super Kelinchak (Super Bride) (2008)
- Telba (Insane) (Russian: Иной) (2008)
- Boyvachcha 2: Amakivachchalar (2008)
- Achchiq hayot (Bitter Life) (2009)
- Challari (2009)
- Chol va nabira (The Old Man and His Grandson) (2009)
- Faryod (Cry) (2009)
- Ich kuyov (2009)
- Jvanob hech kim (Mr. Nobody) (Russian: Мистер Х) (2009)
- Kirakash (Moonshiner Driver/Gypsy Cab Driver) (2009)
- Oshiqlar (Beloved) (2009)
- Qalbaki dunyo (Fake World) (2009)
- So'nnggi lahza (Last Moment) (Russian: Последнее мгновение) (2009)
- Tundan tonggacha (From Dusk to Dawn) (Russian: От заката до рассвета) (2009)
- Uylanish (Getting Married) (2009)
- O'zimdan O'zimgacha (From Me to Myself) (2009)

## Années 2010

### 2010
- Farishta (Angel) (2002)
- Hijron (Separation) (2010)
- Majruh (Sick) (2010)
- Men talabaman! (I'm a Student!) (2010)
- Nazar (2010)
- O'g'rigina kelin (Light-Fingered Bride) (2010)
- Qalb ko'zi (The Eye of the Soul) (Russian: Глаз души) (2010)
- Qorako'z (2010)
- Sahahrlik olifta (Stylish Urban Boy) (2010)
- Tango yoxud adashgan sovchilar (Tango or Errant Matchmakers) (2010)
- Uchar qiz (Flying Girl) (Russian: Летающая девушка) (2010)
- Xavfli sarguzasht (A Dangerous Adventure) (Russian: Опасные приключения) (2010)
- Yuma-yuz (Face to Face) (2010)

### 2011
- Aldangan ayol (Misled Woman) (2011)
- Bekochilar makoni (The Land of the Lazybones) (2011)
- Farzandim (My Child) (2011)
- Baxt izlab (Seeking Happiness) (2011)
- Er bermoq - jon bermoq (Giving Your Husband - Giving Your Life) (2011)
- Hay-fay bolakay (Hi-Fi Kiddo) (2011)
- Ishonch (Trust) (2011)
- Jigarbandim (My Kin) (2011)
- Jodugar (Witch) (2011)
- Kelganda kelin 2: Anjancha muhabbat (Alien Bridegroom 2: Love, Andijan Style) (2011)
- Kichkina xo'jayin (Small Boss) (2011)
- Mening akam bo'ydoq! (My Brother is a Bachelor) (2011)
- Oling quda, bering quda (Take and Give, My In-Laws) (2011)
- Omadli yigitlar (Lucky Boys) (2011)
- O'xshatmasdan uchratmas (2011)
- Uchrashuv (Meeting) (2011)
- Yondiradi, kuydiradi (2011)
- Zamonaviy sovchilar (Modern Matchmakers) (2011)

### 2012
- Aql va yurak (Mind and Heart) (2012)
- Hay, hay, qizaloq! (Hey, Girl!)  (2012)
- Salom sevgi, xayr sevgi (Hello Love, Good-Bye Love) (2012)
- Sevgi farishtasi (The Angel of Love) (2012)
- So'nggi qo'ng'iroq (The Last Bell) (2012)
- Super qaynona (Super Mother-in-Law) (2012)
- Vafodorim (My Faithful) (2012)
- Visol (Encounter) (2012)
- Yolg'izginam (My Only) (2012)